# Sofía Sahagún
Sofía María Sahagún Ortiz (26 de mayo de 1970) es una presa política hispano-venezolana. El 23 de octubre de 2024 desapareció tras ir al aeropuerto de Maiquetía en Venezuela, donde esperaba un vuelo hacia Madrid. Sahagún fue sujeta a al menos 57 días de desaparición forzada, periodo después del cual la familia conoció que había sido presentada ante un juez con competencia en casos de terrorismo. Organizaciones como Human Rights Watch y Justicia, Encuentro y Perdón denunciaron su desaparición, y la ONG Foro Penal la ha clasificado como una presa política.

## Desaparición
Sofía Sahagún desapareció el 23 de octubre de 2024. La última vez que se supo sobre ella fue cuando se encontraba en el aeropuerto de Maiquetía, en el estado Vargas, donde esperaba un vuelo hacia Madrid para visitar a su madre. Sahagún llegó al aeropuerto puntualmente y realizó los trámites migratorios sin inconvenientes, pero su familia tuvo contacto con ella por última vez esa noche. Posteriormente se conoció que fue detenida por funcionarios de seguridad.
Después de su desaparición, efectivos policiales se presentaron varias veces en su residencia, acosando a familiares y conocidos con preguntas sobre la familia. Esto obligó a su esposo y a sus hijos a mudarse de casa, y días después a huir de Venezuela. El abogado de la familia pidió información sobre su paradero ante el Ministerio Público y a la Defensoría del Pueblo, que se negaron a ofrecer información. El abogado le envío una petición a ambos entes el 30 de octubre para investigar su caso, pero los fiscales se negaron a abrir una investigación y transfirieron el caso a la policía forense del Cuerpo de Investigaciones Científicas, Penales y Criminalísticas (CICPC). El CICPC también se negó a recibir la denuncia.
El 6 de diciembre, el subdirector de Human Rights Watch para las Américas, Juan Papier, denunció su desaparición y exigió conocer su paradero, escribiendo que «hay sobrada evidencia de su desaparición».   Para ese momento, 16 nacionales españoles se encontraban detenidos en Venezuela, y la ONG Foro Penal había registrado 1.903 presos políticos en el país, incluyendo a 245 mujeres y a 42 menores de edad. España no se había pronunciado sobre el caso para entonces. El exdirector de Human Rights Watch, José Miguel Vivanco, declaró que «las democracias de la región deben presionar a Maduro por su liberación incondicional» y describió la denuncia «como gravísima». La organización de derechos humanos Justicia, Encuentro y Perdón y la profesora y activista Ligia Bolívar también se unieron a la denuncia y pidieron conocer el paradero de Sahagún.
El 19 de diciembre de 2024, 57 días después de su detención, las autoridades le permitieron a Sahagún llamar a su esposo y a su hermano, momento en el que confirmó que había sido detenida en el aeropuerto de Maiquetía y en el que informó que estaba recluida en el Centro de Control y Resguardo de Detenidos de la Policía Nacional Bolivariana en El Valle. Sus abogados visitaron la estación policial al día siguiente para entregarle ropa, comida y artículos de aseo, pero los funcionarios policiales les dijeron que volvió a ser trasladada, sin indicar adónde, y les devolvieron las pertenencias ue tenía el día de su detención.
El 31 de enero de 2025, la Defensoría del Pueblo le informó a la familia que el 19 de diciembre de 2024 Sofía fue presentada ante un juez con competencia en casos de terrorismo en una audiencia virtual y que al día siguiente había sido trasladada a El Helicoide. Sahagún enfrentaba varios cargos penales, incluyendo el de «financiamiento del terrorismo». El 3 de febrero, sus abogados acudieron a El Helicoide para preguntar por ella, donde un funcionario confirmó que se encontraba recluida allí, pero que no tenía permitido recibir visitas, hacer llamadas, o contratar a un abogado. A Sofía se le permitió tener una visita por primera vez a comienzos de abril, más de cinco meses después de su detención.

## Vida personal
La familia Sahagún es amiga desde hace varios años de la lideresa opositora María Corina Machado. Los familiares de Sofía han expresado temor que hubiese sido detenida por la amistad y como parte de represalias políticas.